# Sándor Tótka
Sándor Tótka (Mezőtúr, 27 de julio de 1994) es un deportista húngaro que compite en piragüismo en la modalidad de aguas tranquilas.
Participó en tres Juegos Olímpicos de Verano, obteniendo dos medallas, oro en Tokio 2020 (K1 200 m) y plata en París 2024 (K2 500 m), y el cuarto lugar en Río de Janeiro 2016, en la prueba de K2 200 m.
Ganó seis medallas en el Campeonato Mundial de Piragüismo entre los años 2013 y 2023, y seis medallas en el Campeonato Europeo de Piragüismo entre los años 2016 y 2024. En los Juegos Europeos de Bakú 2015 consiguió una medalla de bronce en la prueba de K2 200 m.

## Palmarés internacional
| Juegos Olímpicos   | Juegos Olímpicos            | Juegos Olímpicos  | Juegos Olímpicos |
| Año                | Lugar                       | Medalla           | Competición      |
| ------------------ | --------------------------- | ----------------- | ---------------- |
| 2020               | Tokio (Japón)               | Medalla de oro    | K1 200 m         |
| 2024               | París (Francia)             | Medalla de plata  | K2 500 m         |
| Campeonato Mundial |                             |                   |                  |
| Año                | Lugar                       | Medalla           | Competición      |
| 2013               | Duisburgo (Alemania)        | Medalla de bronce | K1 4 × 200 m     |
| 2014               | Moscú (Rusia)               | Medalla de oro    | K1 4 × 200 m     |
| 2015               | Milán (Italia)              | Medalla de oro    | K2 200 m         |
| 2017               | Račice (República Checa)    | Medalla de plata  | K2 500 m         |
| 2018               | Montemor-o-Velho (Portugal) | Medalla de bronce | K4 500 m         |
| 2023               | Duisburgo (Alemania)        | Medalla de plata  | K4 500 m         |
| Juegos Europeos    |                             |                   |                  |
| Año                | Lugar                       | Medalla           | Competición      |
| 2015               | Bakú (Azerbaiyán)           | Medalla de bronce | K2 200 m         |
| Campeonato Europeo |                             |                   |                  |
| Año                | Lugar                       | Medalla           | Competición      |
| 2016               | Moscú (Rusia)               | Medalla de oro    | K4 500 m         |
| 2017               | Plovdiv (Bulgaria)          | Medalla de oro    | K2 500 m         |
| 2017               | Plovdiv (Bulgaria)          | Medalla de oro    | K4 500 m         |
| 2018               | Belgrado (Serbia)           | Medalla de bronce | K4 500 m         |
| 2021               | Poznań (Polonia)            | Medalla de oro    | K1 200 m         |
| 2024               | Szeged (Hungría)            | Medalla de oro    | K2 500 m         |